# Oligoneura murina
Oligoneura murina är en tvåvingeart som först beskrevs av Friedrich Hermann Loew 1844.  Oligoneura murina ingår i släktet Oligoneura och familjen kulflugor. Inga underarter finns listade i Catalogue of Life.